# Pseudaclytia unimacula
Pseudaclytia unimacula är en fjärilsart som beskrevs av William Schaus 1905. Pseudaclytia unimacula ingår i släktet Pseudaclytia och familjen björnspinnare. Inga underarter finns listade i Catalogue of Life.